# Шарипова, Сауле Даулетбаевна
Шарипова, Сауле Даулетбаевна (Павлодар, Казахская ССР) — певица, композитор, поэт.

## Биография
Сауле Шарипова родилась в Павлодарской области.
Сауле с детских лет выступала на сценических площадках Алтайского края неоднократно занимая призовые места.
В 1990 году поступила в Республиканский эстрадно-цирковой колледж в Алма-Ате к преподавателю Лаки Кесоглу (Народный артист Республики Казахстан) по классу вокала.

## Творчество
Мама Сауле Жолумбетова Кульбаршин Заитовна выступала солисткой художественной самодеятельности в Михайловском районе Алтайского края (1970).
Сауле в 19 лет написала музыку и слова своей первой песни «Осенний блюз».
В 1991 году в сопровождении эстрадно-симфонического оркестра КГО «Казахконцерт», под управлением дирижёра Кенеса Дуйсекеева (партитура Геннадия Сироты), на студии ГТРК «Казахстан» была записана песня «Осенний блюз».
В 1997 году работала солисткой в Республиканском молодёжно-эстрадном ансамбле Гульдер под руководством Акжола Мейрбекова.
В 2004 году на «Студии Ермека Елгезекова» (Деятель искусств Республики Казахстан) была записана песня и снят видеоклип на песню «Ана туралы жыр» (композитор Шәмші Қалдаяқов). Ротация видеоклипа в 2005 году прошла на Республиканских телеканалах «Рахат», «31 канал», «Тан».
В 2004 году на «Студии Ермека Елгезекова» была записана песня «Пополам» (поэт: Аман Дэк, аранжировщик и композитор: Сергей Сморгов). В телепередаче «Золотой номер» (Республиканский телеканал «31 канал») в 2004 году состоялась премьера песни. В 2004 году песня вошла в популярный российский сборник «ЖМИ НА ПЕДАЛЬКУ 8» наряду с композициями Кристины Орбакайте, Валерия Меладе, Валерия Леонтьева и ротировалась на «Специальном радио» (Россия), радио «Европа Плюс»(Казахстан). Также песня вошла в Сборник казахстанской эстрады «Наши 13» (Издатель: Raim Records).
В 2005 году на студии на «Студии Ермека Елгезекова» и 2007 году на студии «АРМ» была записана песня «Синее море» (автор: Аман Дэк, аранжировщик: Павел Ли). В 2005 году песни вошла в популярные российские сборники «ЖМИ НА ПЕДАЛЬКУ 10» и «BOOM.DJ Set (CD)» наряду с композициями Жанны Фриске, Дискотека Авария, группы Фабрика. Радио ротация прошла на «Специальном радио», «Авторадио», радио «Европа Плюс», «Русское радио» и других радиостанциях. Также песня вошла в Сборник казахстанской эстрады «Ты со мной» (Издатель: Raim Records). Караоке-версии песни размещены на сайтах: masteroff.org, xmusic.name.
В 2005 году на студии на «Студии Ермека Елгезекова» была записана песня «Позвони» (автор: Аман Дэк, аранжировщик: Сергей Сморгов). В 2005 году песни вошла в популярный российский сборник «ВЗРЫВНАЯ ВОЛНА 2» наряду с композициями групп «Город 312», «Чи-Ли», «Ранетки», Дмитрия Маликова, Радио ротация прошла на «Специальном радио», «Авторадио», радио «Европа Плюс», «Русское радио» и других радиостанциях.
Интернет-версии альбомов были представлены на ряде музыкальных порталов, включая сeti.ee, stereo.ru, djesforum.ru, clublife.ru и других.
В 2007 году ассоциацией «Арт Азия Стар» (Генеральный директор: Мэлис Атамкулов) были сняты видеоклипы на песни «Синее море» и «Позвони»(Продюссер: Андрей Щербаков, режиссёр: Владимир Ли, оператор: Андрей Чугунов).
Съемки видеоклипов проходили в городе Los Angeles (USA) на Venice Beach Boardwalk недалеко от Muscle Beach (где занимался Арнольд Шварценеггер), в районах Hollywood (Аллея звезд), Glendale. Ротация видеоклипов прошла на Республиканских телеканалах «Хабар», «КТК», 1 канал «Евразия» и других телеканалах.
Сауле принимала участие в конкурсе «WCOPA. World Championship of Performing Arts» (Hollywood, USA) и завоевала три золотые медали.
«WCOPA. World Championship of Performing Arts» конкурс в котором участвуют представители из более чем 60 стран. «Парад наций» (WORLDSTARS Parade of Nations) проходит на студии Юниверсал, в Лонг Бич и собирает более 5000 участников и гостей.
Президент конкурса WCOPA Гриф О Нейл, (ранее исполнительный директор конкурса «Мисс Вселенная») публикует отзывы гостей:
«Какое восхитительное шоу… какие восхитительные таланты!» — Джон Парди (Исполнительный сопродюсер мега популярного сериала ABC-TV «Отчаянные домохозяйки»):
«Мои поздравления всем Вам, успехов и наилучших пожеланий на будущее!» — Эл Гор (Вице-президент США);
В 2018 году рекорд-лейбл KDYROV RECORDS представляет альбом «Синее море».
Релиз трека: «Я Так Любила Лето» — 14 сентября 2020 года. «Я так любила лето» — танцевальный гимн уходящему лету и неразделенной любви.

## Дискография
- 2005 год. Saule Sharipova. Трек «ПОПОЛАМ» в сборнике «ЖМИ НА ПЕДАЛЬКУ 8»
- 2006 год. Saule Sharipova. Трек «СИНЕЕ МОРЕ» в сборнике «ЖМИ НА ПЕДАЛЬКУ 10»
- 2006 год. Saule Sharipova. Трек «СИНЕЕ МОРЕ» в сборнике «BOOM.DJ Set (CD)»
- 2007 год. Saule Sharipova. Трек «ПОЗВОНИ» в сборнике «ВЗРЫВНАЯ ВОЛНА 2»
- 2008 год. Saule Sharipova. Клип «СИНЕЕ МОРЕ» в сборнике «ЗВЕЗДНЫЙ КАЗАХСТАН 17»
- 2018 год. Saule Sharipova. Альбом «СИНЕЕ МОРЕ» на цифровых площадках
- 2020 год. Saule Sharipova. Сингл «Я ТАК ЛЮБИЛА ЛЕТО» на цифровых площадках